# عصوية ذهبية صفراء ساطعة
عصوية ذهبية صفراء ساطعة (الاسم العلمي: Chryseobacterium balustinum) هي نوع من البكتيريا، سلبية الغرام، تتبع جنس عصوية ذهبية.